# Ильичевка (Калужская область)
Ильичевка — деревня, входит в Сельское поселение «Село Маклино» Малоярославецкого района Калужской области.

## География
Деревня расположена в 5 км к юго-востоку от города Малоярославец.
Неподалёку построен коттеджный посёлок «Ильичевка», до коттеджного посёлка проложена новая асфальтированная дорога от Киевского шоссе.

## История
На картах 1812 года деревня существовала под названием «Ильинка», во время войны 1941—1945 г. была почти полностью сожжена при отступлении немецких войск, впоследствии отстроена заново. В настоящее время носит название «Ильичевка»

## Название
Предположительно название деревни происходит от старинной фамилии «Ильичев». Нет,  был помещик Фаустов Илья Федорович и поля принадлежащие ему называли Ильичевские. После революции он сам отдал землю и делал там кирпич ,а поля до сих пор называют Ильичевские.

## Демография
| 2002 | 2010 |
| ---- | ---- |
| 12   | ↘11  |